# Liste von Persönlichkeiten der Stadt Jena
Diese Liste enthält in Jena geborene Persönlichkeiten sowie solche, die in Jena ihren Wirkungskreis haben oder hatten, ohne dort geboren zu sein. Der erste Abschnitt ist chronologisch nach dem Geburts- und Sterbejahr sortiert sowie entsprechend dem Geburtsjahr der Lebenden zusätzlich alphabetisch geordnet. Der zweite Abschnitt ist alphabetisch sortiert. Die Liste erhebt keinen Anspruch auf Vollständigkeit.

## In Jena geborene Persönlichkeiten

### Bis 1700
- 1365–1436: Jakob Rodewitz, Rechtswissenschaftler
- 1440–1507: Peter Heierliß, Steinmetz
- um 1490–1577: Michael Buchfürer, Buchhändler und Buchdrucker
- 1537–1611: Jacob Flach, Mathematiker, Mediziner und Botaniker
- 1548–1628: Johannes Zölner, Rhetoriker
- 1554–1611: Georg Limnäus, Mathematiker, Astronom und Bibliothekar
- 1559–1625: Johann Friedrich Schröter, Mediziner
- 1590–1642: Johann Matthäus Meyfart, Rektor, Professor für Theologie, Pfarrer, Dichter (Jerusalem, du hochgebaute Stadt)
- 1592–1638: Zacharias Brendel der Jüngere, Mediziner und Chemiker
- 1592–1665: Johannes Limnäus, Staatsrechtler und Reichspublizist
- 1593–1656: Theophilus Neuberger, reformierter Geistlicher und Theologe
- 1598–1640: Ortolph Fomann der Jüngere, Historiker und Rechtswissenschaftler
- 1615–1655: Johannes Tobias Major, lutherischer Theologe
- 1615–1661: Andreas Wolf, Mediziner
- 1619–1671: Johann Theodor Schenck, Mediziner und Botaniker
- 1621–1668: Johann Ernst Gerhard der Ältere, lutherischer Theologe
- 1621–1676: Ernst Friedrich Schröter, Rechtswissenschaftler
- 1634–1698: Adrian Beier der Jüngere, Jurist und Professor der Rechtswissenschaft
- 1645–1694: Paul Martin Sagittarius, Pädagoge, Geistlicher und Theologe
- 1649–1716: Günther Christoph Schelhammer, Mediziner und Professor
- 1649–1727: Johann Philipp Slevogt, Jurist und Rechtsprofessor
- 1650–1716: Johann Jakob Müller, Moralphilosoph
- 1653–1726: Johann Adrian Slevogt, Mediziner
- 1659–1731: Johann Christian Schröter, Rechtswissenschaftler
- 1667–1743: Johann Friedrich Hertel, Rechtswissenschaftler
- 1669–1703: Charlotte Marie von Sachsen-Jena, Prinzessin von Sachsen-Jena und Herzogin von Sachsen-Weimar
- 1674–1717: Friedrich Erhard Niedt, Jurist, Musiktheoretiker und Komponist
- 1675–1690: Johann Wilhelm, Herzog von Sachsen-Jena
- 1675–1747: Johann Adolph Wedel, Mediziner
- 1675–1729: Johann Wilhelm Baier, Physiker
- 1677–1735: Johann Jakob Baier, Mediziner und Geologe
- 1677–1736: Matthias Jessen, dänischer Legationssekretär, Präsident in Altona
- 1685–unbek.: Johann Christian Wolff, Mediziner, Amts- und Land-Physicus in Düben
- 1687–1748: Friedemann Andreas Zülich, evangelischer Geistlicher und Hochschullehrer
- 1695–1762: Johann Ernst von Flörcke, Jurist
- 1696–1775: Johann Gregorius Höroldt, Porzellanmaler
- 1697–1755: Georg Erhard Hamberger, Naturwissenschaftler, Arzt, Hochschullehrer und -rektor
- 1698–1726: Johannetta Antoinetta Juliana von Sachsen-Eisenach, Prinzessin von Sachsen-Eisenach

### 1701 bis 1800
- 1701–1785: Gottwald Schuster, Mediziner
- 1704–1763: Paul Wilhelm Schmid, Rechtswissenschaftler
- 1707–1758: Johann Christian Stock, Mediziner
- 1716–1795: Carl Adolph von Braun, Jurist, Hofrat, Hochschullehrer und Rittergutsbesitzer
- 1722–1799: Johann Friedrich von Braun, Soldat, Sachbuchautor und Rittergutsbesitzer
- 1722–1758: Basilius Christian Bernhard Wiedeburg, Mathematiker
- 1725–1778: Johann Ernst Immanuel Walch, Theologe und Geologe
- 1725–1784: Achatius Ludwig Karl Schmid, Rechtswissenschaftler und Staatsbeamter von Sachsen-Weimar-Eisenach
- 1726–1784: Christian Wilhelm Franz Walch, Kirchenhistoriker und Professor der Theologie
- 1727–1750: Adolph Friedrich Hamberger, Mediziner
- 1727–1804: Christian Just Wiedeburg, Jurist und Regierungsbeamter
- 1733–1789: Johann Ernst Basilius Wiedeburg, Kammerrat, Physiker, Astronom und Professor
- 1734–1799: Karl Friedrich Walch, Rechtswissenschaftler
- 1735–1787: Johann Karl August Musäus, Schriftsteller und Märchensammler
- 1744–1809: Johann Heinrich Rudolph, deutsch-russischer Botaniker und Mediziner
- 1744–1798: Johann Wilhelm Schmid, evangelischer Theologe
- 1751–1813: Georg Adolf Suckow, Professor der Physik, Chemie, Mineralogie und Bergbaukunde
- 1753–1806: Heinrich Julius Alexander von Kalb, Major in französischen Diensten
- 1755–1820: Anton Wilhelm Friedrich Koch, Unternehmer und Begründer des späteren Bankhauses Koch in Jena
- 1761–1802: August Batsch, Botaniker
- 1766–1838: Johann Adolph Carl Roux, Fechtmeister
- 1769–1828: Friedrich Justus August Schlegel, Arzt
- 1770–1848: Wilhelm Karl Friedrich Suckow, Mediziner
- 1771–1830: Jakob Roux, Maler und Zeichner
- 1772–1839: Julius Heinrich Gottlieb Schlegel, Mediziner
- 1776–1853: Karl Wilhelm Walch, Rechtswissenschaftler
- 1781–1854: Karl Friedrich Eichhorn, Rechtswissenschaftler und Hochschullehrer
- 1785–1858: Sylvie von Ziegesar, Vertraute von Johann Wolfgang von Goethe
- 1786–1866: Louise Seidler, Malerin
- 1787–1845: Karl Wilhelm Stark, Arzt, Internist und Medizintheoretiker
- 1789–1860: August Arnold, Geschichtsphilosoph und Staatswissenschaftler
- 1790–1818: Christian Ludwig Wilhelm Stark, evangelischer Theologe
- 1790–1862: Johann Moritz David Herold, Zoologe
- 1791–1863: Ludwig von Döderlein, klassischer Philologe
- 1791–1859: Gustav Emminghaus, Jurist und Archivar
- 1792–1835: Anton Jacob Paulssen, klassischer Philologe
- 1793–1869: Karl Wilhelm Göttling, Philologe
- 1796–1879: Immanuel Hermann von Fichte, Theologe und Philosoph
- 1769–1865: Eduard Adolf Jacobi, evangelischer Pfarrer, Ministerialrat und Lehrer
- 1776–1853: Karl Wilhelm Walch Rechtswissenschaftler
- 1793–1855: Ernst Christian Gottlieb Jens Reinhold, Philosoph
- 1796–1841: Ernst von Schiller, Landgerichtsrat und Sohn von Friedrich Schiller
- 1798–1851: Joseph Anselm Feuerbach, Altphilologe und Klassischer Archäologe
- 1799–1836: Heinrich Schmid, Philosoph
- 1800–1834: Karl Wilhelm Feuerbach, Mathematiker

### 1801 bis 1850
- 1802–1871: Friedrich Bernhard Vermehren, Jurist
- 1804–1861: Robert Friedrich Froriep, Anatom
- 1804–1872: Emilie von Gleichen-Rußwurm, jüngste Tochter von Friedrich und Charlotte Schiller
- 1805–1849: August Seebeck, Physiker
- 1805–1884: Moritz Seebeck, Pädagoge, Geheimer Staatsrat, Konsistorialrat und Kurator
- 1806–1881: Heinrich Aemilius August Danz, Rechtsgelehrter
- 1807–1891: Carl Ludwig Wilibald Grimm, Theologe
- 1810–1880: Johann Heinrich Gottlieb Luden, Rechtswissenschaftler
- 1813–1873: Max von Eelking, Offizier, Historiker und Maler
- 1813–1874: Carl Schenk, Fotograf
- 1814–1874: Ludwig Karl Wilhelm von Gablenz, österreichischer General
- 1814–1902: Hermann Koch, Bankier
- 1818–1884: Johann Christian Karl Trebitz, Dichter und Pfarrer
- 1818–1889: Hugo Friedrich Fries, Jurist, Politiker und Reichstagsabgeordneter
- 1818–1900: William Kemlein, Maler und Restaurator
- 1824–1888: Hermann von Schulze-Gävernitz, Staatsrechtslehrer
- 1824–1879: Karl Bernhard Stark, klassischer Archäologe
- 1826–1895: Friedemann Adolph Goebel, Geologe
- 1829–1893: Moritz Vermehren, Altphilologe
- 1831–1922: Gustav Compter, Geologe und Pädagoge
- 1832–1896: Friedrich Helbig, Jurist und Schriftsteller
- 1834–1860: Victor von Hase, Jurist
- 1836–1905: Karl Timler, Architekt
- 1836–1923: Karl Theodor von Gohren, deutsch-österreichischer Agrikulturchemiker
- 1837–1917: Bernhard Schmidt, klassischer Philologe
- 1841–1910: Ernst Martin, Germanist und Romanist
- 1845–1932: Otto Apelt, klassischer Philologe, Übersetzer und Gymnasiallehrer
- 1846–1921: Georg Oskar Immanuel von Hase, Verleger und Buchhändler
- 1847–1933: August Martin, Gynäkologe und Geburtshelfer
- 1849–1918: Georg Bötticher, Schriftsteller, Vater von Joachim Ringelnatz
- 1850–1913: Louis Maurer, Gärtner, Pomologe und Gartenbauinspektor
- 1850–1924: Wilhelm Roux, Anatom und Embryologe

### 1851 bis 1900
- 1851–1902: Felix Hettner, Archäologe
- 1853–1913: Erich Schmidt, Literaturwissenschaftler, Entdecker von Goethes Urfaust
- 1854–1914: Georg Hettner, Mathematiker
- 1855–1932: Hugo Hartung, Architekt und Architekturhistoriker
- 1855–1942: Franz Stade, Architekt, Hochschullehrer und Fachautor
- 1858–1916: Georg Leubuscher, Mediziner und Sozialreformer
- 1862–1941: Ernst Böhme, evangelischer Friedenspfarrer
- 1862–1927: Eduard Brückner, Geograf und Klimatologe
- 1864–1952: Bernhard Vopelius, Verleger
- 1865–1943: Hans Gruner, Afrikaforscher und Kolonialbeamter in Togo
- 1868–1939: Walter Haeckel, Maler, Sohn Ernst Haeckels
- 1868–1932: Johannes Gottfried Hallier, Botaniker
- 1871–1934: Julius Strasburger, Internist
- 1872–1945: Grete Unrein, Politikerin
- 1872–1955: Leonhard Schultze, Zoologe und Anthropologe
- 1873–1934: Friedrich Lipsius, Professor für Philosophie
- 1873–1968: Ernst Naumann, Geologe
- 1875–1943: Hans Starcke, Künstler und Dichter
- 1875–1957: Richard Delbrueck, Klassischer Archäologe
- 1875–1958: Otto Müller-Jena, Architekt
- 1878–1957: Anne Kalähne, Politikerin
- 1881–1977: Margrethe Klenze, Malerin
- 1881–1930: Hans Kniep, Botaniker
- 1882–1939: Friedrich Wilhelm, Germanist
- 1882–1959: Kurt Fischer, Sänger (Bariton)
- 1883–1945: Curt Unckel, Völkerkundler
- 1884–1950: Arnold Eucken, Physikochemiker
- 1884–1953: Hugo Schmeisser, Konstrukteur von automatischen Handfeuerwaffen
- 1884–1967: Gottfried Kuhnt, Politiker
- 1886–1982, Herbert Koch, Pädagoge, Romanist und Lokalhistoriker
- 1886–1960, Willy Krauß, Fußballspieler, Nationalspieler
- 1887–1971: Wilhelm Koch, Fischereiwissenschaftler
- 1888–1947: Emma Heintz, Politikerin und Gründerin der Jenaer Wohlfahrt
- 1888–1961: Charlotte Leubuscher, Sozial- und Wirtschaftswissenschaftlerin
- 1890–1970: Hans Schlag, Architekt
- 1891–1950: Walter Eucken, Ökonom und wichtiger Vertreter des Ordoliberalismus
- 1891–1968: Helene Holzman, geborene Czapski, Malerin und Autorin
- 1891–1989: Erich Schott, Unternehmer, Gründer der Schott-Glaswerke in Mainz
- 1893–1981: Cuno Meyer, Politiker (NSDAP)
- 1894–1936: Rahel Sanzara, Tänzerin, Schauspielerin und Schriftstellerin
- 1894–1988: Elisabeth Flitner, Nationalökonomin und Sozialwissenschaftlerin
- 1897–1959: Kurt Held, Schriftsteller
- 1899–1945: Rainer Schlösser, Dichter und Autor
- 1899–1970: Hanns Hoffmann-Lederer, Werbegraphiker und Kunstschullehrer
- 1900–1986: Horst Averbeck, Bergwerksunternehmer, Kaufmann und Erfinder
- 1900–1990: Fritz Huhn, Leichtathlet und Hochsprungtrainer
- 1900–1987: Bernhard Schulz, Germanist

### 1901 bis 1977
- 1901–1999: Hermann Schultze-von Lasaulx, Jurist und Rechtshistoriker
- 1902–1951: Eugen Schulz-Breiden, in den USA Eugene S. Bryden, deutsch-US-amerikanischer Schauspieler, Regisseur und Dramaturg
- 1902–1956: Johannes Malsch, Physiker und Hochschullehrer
- 1903–1994: Erich Schwinge, Jurist
- 1904–1982: Martin Junge, Grafiker und Maler
- 1904–n.1984: Willy Pabst, Parteifunktionär (KPD/SED), Verfolgter des Naziregimes und Landespolitiker
- 1905–1992: Rudolf Klupsch, Leichtathlet
- 1905–1961: Erich Kops, Parteifunktionär (SPD/KPD/SED), Spanienkämpfer, ehemaliger Häftling im KZ Sachsenhausen und DDR-Botschafter in Ungarn
- 1905–1990: Carl Schott, Geograph
- 1905–1986: Robert Thiem, Schauspieler und Theaterregisseur
- 1907–1958: Horst Geyer, Psychiater, Neurologe, Hirnforscher und Rassenhygieniker
- 1907–1975: Karl Paul Hensel, Nationalökonom
- 1907–1944: Magnus Poser, Kommunist und Widerstandskämpfer gegen das NS-Regime
- 1908–1998: Georg Spillner, Zahnarzt und Clown (Clown NUK)
- 1909–1986: Ursmar Engelmann OSB, Benediktiner; Erzabt der Erzabtei Beuron (1970–1980)
- 1909–1997: Edgar Lehmann, Kunsthistoriker
- 1910–2005: Grete Herber, Tischtennisspielerin
- 1910–2005: Walter Howard, Bildhauer
- 1910–1989: Heinz Werner, Fußballspieler und -trainer
- 1911–2005: Erich Kästner, Konstrukteur von Filmkameras
- 1911–1957: Ludwig Kratz, Chemiker
- 1911–2004: Bernhard zur Lippe-Biesterfeld, Prinz der Niederlande
- 1911–2001: Max Martin Stein, Pianist und Musikpädagoge
- 1912–1968: Heinz Kerneck, Journalist und Rundfunkintendant
- 1913–2001: Wolfgang Ritzel, Pädagoge und Hochschullehrer
- 1913–1992: Harald Schäfer, Chemiker und Hochschullehrer
- 1913–1997: Wolfgang Stock, Bildhauer, Holzschnitzer, Maler und Zeichner
- 1914–2003: Konrad Buchwald, Botaniker, Naturschützer und Landesplaner
- 1914–1988: Otto Carius, Maler und Grafiker
- 1914–1993: Kurt Hanke, Journalist
- 1914–2002: Peter Volkelt, Kunsthistoriker
- 1916–2010: Thomas Dexel, Lehrer
- 1917–1962: Peter Strasser, österreichischer Politiker
- 1917–2003: Otto Günsche, SS-Sturmbannführer und persönlicher Adjutant Adolf Hitlers
- 1918–2013: Renata Freiin von Ungern-Sternberg, Kindergärtnerin, Jugendleiterin und Regierungsdirektorin
- 1919–2009: Helmut Patzer, Kinderarzt
- 1919–2007: Irma Pöckler, Seniorenbeirätin, Trägerin des BVK
- 1920–1985: Waldemar Remde, Hämatologe
- 1920–2005: Elisabeth Goebel, Schauspielerin
- 1920–2008: Hermann Nacke, Leichtathlet
- 1920–2009: Margarete Taudte, Film- und Theaterschauspielerin
- 1921–2017: Konrad Seige, Internist und Hochschullehrer
- 1922–2016: Andreas Flitner, Professor für Pädagogik
- 1922–2023: John B. Goodenough, US-amerikanischer Physiker und Materialwissenschaftler
- 1922–2020: Gerhard Rodeck, Professor und Urologe
- 1924–2018: Walter Barton, Bibliothekar
- 1927–2020: Horst Eichhorn, Agrarwissenschaftler, Hochschullehrer
- 1927–2021: Götz Hueck, Jurist
- 1928–2008: Peter Klemm, Jurist und Staatssekretär im Bundesministerium der Finanzen
- 1928–2018: Rosemarie Schuder, Schriftstellerin
- 1928–1995: Hans Sperschneider, Künstler
- 1928–2015: Udo Taubeneck, Mikrobiologe
- 1930–2015: Klaus-Peter Hertzsch, Theologe, Hochschullehrer, Dichter und Buchautor
- 1930–2015: Wolfgang Dieter Kramer, Politiker und Mitglied der Hamburgischen Bürgerschaft
- 1930–2001: Franz Peter Schilling, Apoldas letzter Glockengießermeister
- 1931–2006: Alexander von Bentheim, Journalist
- 1931–2017: Wolfgang Glaser, Elektroingenieur und Nachrichtentechniker
- 1931–2017: Horst Köditz, Kinderarzt
- 1931–2021: Helmut Sieger, Seemann, Seesportler, Marineoffizier und promovierter Pädagoge (Dr. paed.)
- 1932–2012: Gert Frischmuth, Chorleiter und Musikpädagoge
- 1932–2020: Reimar Müller, Altphilologe
- 1932–2017: Hans Joachim Spangenberg, Chemiker
- 1933–2024: Wolfgang Böker, Psychiater
- 1933–1998: Volkmar Schmidt, Altphilologe
- 1933–2007: Peter Schlechtriem, Rechtswissenschaftler
- 1934–2007: Peter Ackermann, Künstler
- 1934–2021: Klaus Duphorn, Geologe und Professor an der Christian-Albrechts-Universität zu Kiel und an der Bundesanstalt für Bodenforschung in Hannover
- 1934–2015: Wolfgang Schenk, evangelischer Theologe und Hochschullehrer
- 1934–2022: Harald Schultze, evangelischer Theologe, Hochschullehrer und Autor
- 1935–2011: Heiko R. Blum, Filmkritiker und Autor
- 1935–2019: Hans-Herbert Brintzinger, Chemiker
- 1935–2007: Andreas Heldrich, Rektor der Ludwig-Maximilians-Universität München von 1994 bis 2002
- 1935–2022: Hansjürgen Schmidt, Komponist
- 1935–2025: Peter Suchsland, Germanist
- 1936–2023: Bodo Gemper, Wirtschaftswissenschaftler
- 1936–2021: Renate Müller-Krumbach, Kunsthistorikerin, Direktorin des Goethe-Nationalmuseums Weimar
- 1936–2024: Wulff Sailer, Maler, Grafiker und vormals Hochschullehrer
- 1937–2020: Geert Müller-Gerbes, Pressereferent des Bundespräsidenten, Journalist und Fernsehmoderator
- 1937–2021: Hans-Peter Schneider, Staatsrechtslehrer, Richter, Hochschullehrer und Politikberater
- 1938–2015: Peter Diederich, Politiker (DBD)
- 1939–1989: Annemirl Bauer, Malerin und Grafikerin
- 1939–2001: Wolfgang Fuchs, Fluchthelfer an der innerdeutschen Grenze
- 1939–2010: Peter Seyffarth, Ingenieur
- 1940–2006: Tilo Medek, Komponist und Musikverleger
- 1940–2023: Henner Misersky (eigentlich Henrich Misersky), Leichtathlet, Skilanglauftrainer und Dopingbekämpfer
- 1940–2016: Bärbel Schulz, Keramik-Designerin
- 1940–1992: Lutz Stavenhagen, Politiker
- 1941–2025: Karl-Ludwig Kratz, Kernchemiker und Astrophysiker
- 1941–2006: Rolf-Rüdiger Weise, Keramiker
- 1942–2006: Klaus Renft, Musiker (u. a. Klaus Renft Combo)
- 1943–2007: Erika John, Malerin, Grafikerin und Bildhauerin
- 1944–2024: Jens Volker Kratz, Chemiker
- 1944–2022: Volker Schumpelick, Mediziner
- 1944–2021: Michael Titzmann, Literaturwissenschaftler
- 1945–2021: Hans Hermann Hammersen, lutherischer Pfarrer, Superintendent von Osnabrück
- 1946–2006: Gino Hahnemann, Schriftsteller, Architekt und Künstler
- 1947–2020: Sabine Deitmer, Schriftstellerin
- 1950–2019: Robert F. Singer, Werkstoffwissenschaftler
- 1951–2025: Martin Seifert, Schauspieler und Sprecher
- 1953–2017: Peter Rösch, DDR-Bürgerrechtler, Feinmechaniker und Restaurator
- 1954–2001: Axel Weber, Stabhochspringer, Olympiateilnehmer
- 1955–2021: Thomas Pohlack, Architekt, Oberbürgermeister von Meißen
- 1966–2008: Igor Flach, Musiker
- 1975–2005: Norman Lausch, Gleitschirmpilot
- 1977–2009: Robert Enke, Fußballtorhüter

### Lebende Persönlichkeiten
- 1932: Margarete Schilling, Autorin und Expertin für Glocken und Carillons
- 1932: Ulli Wittich-Großkurth, Keramikerin und Kunsthandwerkerin
- 1934: Martin Fontius, Literaturwissenschaftler
- 1936: Peter Rohs, Philosoph und Hochschullehrer
- 1936: Gerlinde Böhnisch-Metzmacher, Malerin, Grafikerin und Plastikerin
- 1937: Manfred Löwisch, Rechtswissenschaftler
- 1939: Günther Hönn, Rechtswissenschaftler
- 1939: Gerda Lepke, Malerin und Grafikerin
- 1939: Peter Röhlinger, Politiker
- 1939: Jürgen Wolfrum, Physiker
- 1940: Dieter Lange, Fußballspieler
- 1940: Bernd Stumpf, Fußballschiedsrichter
- 1941: Klaus-Peter Johne, Althistoriker
- 1941: Jochen Martens, Zoologe
- 1941: Bernd Riege, Politiker
- 1941: Heidi Stroh, Schauspielerin
- 1942: Klaus Adam, Basketballspieler
- 1943: Barbara Göbel, Schwimmerin, Olympiadritte in Rom 1960
- 1943: Klaus Haupt, Politiker
- 1943: Dieter Scheitler, Fußballspieler
- 1944: Hans-Ulrich Köhler, Politiker
- 1944: Horst Montag, Landtagsabgeordneter (DVU)
- 1944: Helga Pfetsch, geb. Höfert (* 1944), Übersetzerin und Kommunikationsberaterin
- 1945: Ulrich Gumpert, deutscher Jazzmusiker und Komponist
- 1945: Heikedine Körting, Hörspielproduzentin
- 1945: Bernd Jürgen Warneken, Volkskundler
- 1946: Jürgen Blume, Kantor, Chorleiter, Komponist und Hochschullehrer
- 1946: Volker Blumentritt, Politiker
- 1946: Dagobert Kohlmeyer, Journalist, Übersetzer und Fotograf
- 1947: Georg Herold, Bildhauer
- 1947: Rüdiger Lux, Theologe
- 1947: Elisabeth Wackernagel, Politikerin
- 1948: Ludwig Staiger, Mathematiker und Informatiker, Professor in Halle
- 1948: Wolfgang Templin, Bürgerrechtler und Publizist
- 1948: Karl-Heinz Vanheiden, evangelikaler Autor, Prediger und Bibelübersetzer
- 1949: Christoph Eisenhuth, Lyriker und Dramaturg[1]
- 1949: Manfred Hofmann, Autor und Publizist
- 1949: Rüdiger Schubert, Politiker
- 1950: Bärbel Struppert, Leichtathletin
- 1950: Gerd Struppert, Fußballspieler und -trainer
- 1951: Wolfgang Fiedler, Politiker (CDU)
- 1952: Jens Goebel, Politiker (DSU/CDU)
- 1952: Lutz Rathenow, Lyriker und Prosaautor
- 1952: Frank Rub, Maler und Bürgerrechtler
- 1952: Regina Sommermeyer, Dokumentarfilm-Regisseurin
- 1953: Rolf Beilschmidt, Leichtathlet, 1977 DDR-Sportler des Jahres
- 1953: Frank Esche, Archivar und Schriftsteller
- 1953: Roland Jahn, Journalist und Bürgerrechtler
- 1954: Klaus Armstroff, Neonazi und Politiker
- 1954: Werner Büttner, Maler
- 1954: Gudrun Lukin, Politikerin (Die Linke)
- 1954: Barbara Syrbe, Politikerin (Die Linke)
- 1955: Beate Hübner, Politikerin (CDU)
- 1955: Mario Keßler, Historiker und Hochschullehrer
- 1955: Siegfried Reiprich, Bürgerrechtler
- 1955: Christine Triebsch, Glasgestalterin, Hochschullehrerin
- 1955: Roland Weissbarth, Marketing-Manager
- 1956: Thomas Henning, Astronom und Astrophysiker
- 1956: Renée Reichenbach, Künstlerin und Keramikerin
- 1957: Ingrid Auerswald, Leichtathletin und Olympiasiegerin
- 1957: Ute Bergner, Politikerin und Unternehmerin
- 1957: Christine Ursula Klaus, Tierärztin und Politikerin (SPD)
- 1957: Andreas Krause, Fußballspieler
- 1957: Annette Schultz, Volleyballspielerin
- 1958: Andreas Enkelmann, Politiker (SPD)
- 1958: Frank-Joachim Grossmann, Grafiker und Künstler
- 1958: Lutz Haueisen, Radrennfahrer
- 1958: Reinhard Meinel, Akademiker
- 1958: Verena Späthe, Politikerin (SPD)
- 1959: Hans-Dieter Karras, Komponist, Konzertorganist und Kirchenmusiker
- 1959: Frank Mantek, Gewichtheber
- 1959: Holger Schmidt, Stadtplaner und Hochschullehrer
- 1960: Bruno Griesel, Künstler
- 1960: Katrin Rohnstock, Literatur- und Sprachwissenschaftlerin, Publizistin und Autorin
- 1960: Andreas Schröder, Freistilringer
- 1961: Kerstin Alexander, Malerin und Grafikerin
- 1961: Bernhard Maaz, Kunstwissenschaftler
- 1962: Kerstin Feltz, Cellistin
- 1962: Inga Neumann, Neurobiologin und Hochschullehrerin
- 1963: Antje Babendererde, Schriftstellerin
- 1963: Jaqueline Berndt, Japanologin, Kunstwissenschaftlerin und Übersetzerin
- 1963: Sabine Günther, Leichtathletin
- 1963: Mikos Meininger, Künstler
- 1964: Gisela Eichardt, Bildhauerin
- 1964: Alexander Kerbst, Musicaldarsteller und Schauspieler
- 1965: Christian Dietrich, Pfarrer, Landesbeauftragter des Freistaats Thüringen
- 1965: Susanne Schädlich, Schriftstellerin, Übersetzerin und Journalistin
- 1966: Uwe Kellner, Ruderer
- 1966: Thomas Oberender, Autor und Dramaturg
- 1966: Cornelia Sirch, Schwimmerin
- 1966: Matthias Steinbach, Historiker
- 1967: Simone Greiner-Petter-Memm, Biathletin
- 1967: Gerhard Jäger, Sprachwissenschaftler
- 1967: Petra Kleinert, Schauspielerin
- 1967: Beate Koch, Leichtathletin
- 1967: Sibylle Mania, Fotografin und Zeichnerin
- 1968: Daniel Anderson, Film-, Theater- und Fernsehregisseur sowie Drehbuchautor
- 1968: Marcus Horn, Schlagzeuger und Musikpädagoge
- 1968: Beate Stoffers, Politikerin (SPD)
- 1969: Claudia Hamm, Übersetzerin, Theaterregisseurin und Autorin
- 1969:  Johannes Neubert, Kulturmanager und Intendant
- 1969: Sahra Wagenknecht, Politikerin (BSW, zuvor Die Linke, PDS, SED) und Publizistin
- 1969: Ingo Walther, Fußballspieler
- 1970: Viktor Kalinke, Schriftsteller, Übersetzer und Verleger
- 1970: Carsten Klee, Fußballspieler
- 1970: Ulf Leo Sommer, Musikproduzent und Komponist
- 1972: Pierre Geisensetter, Moderator und Schauspieler
- 1972: Stefan Groß, Philosoph, Journalist, Publizist und Herausgeber
- 1972: Alexander Löbe, Fußballspieler
- 1973: Ronald Maul, Fußballspieler
- 1973: Bernd Schneider, Fußballspieler
- 1973: Ron Winkler, Schriftsteller
- 1974: André Gumprecht, Fußballspieler
- 1974: Friederike Meinel, Mezzosopranistin und Opernsängerin
- 1974: Philipp Misselwitz, Architekt
- 1975: André Kapke, Neonazi
- 1975: Kristin Schulz, Germanistin, Übersetzerin und Autorin
- 1975: Ronny Weiland, Sänger
- 1975: Ralf Wohlleben, Neonazi
- 1975: Beate Zschäpe, Rechtsextremistin
- 1976: Agnes Förster, Architektin und Stadtplanerin
- 1976: Thomas Foerster, Kunsthistoriker und Museumskurator
- 1976: Peter Kühn, Schachspieler
- 1977: Cordula Kropik, Altgermanistin
- 1977: Ulrike Urbansky, Leichtathletin
- 1977: Mario Voigt, Politiker (CDU)
- 1978: Mandy Pastohr, Präsidentin des Bundesamtes für Wirtschaft und Ausfuhrkontrolle
- 1978: Sandro Scheer, Politiker (AfD)
- 1978: Ulrike Schwalbe, Duathletin und Triathletin, Welt- und Europameisterin
- 1979: Gunnar Breske, Journalist und Fernsehmoderator
- 1979: Pegelia Gold, geboren als Peggy Herzog, Sängerin, Textdichterin und Komponistin
- 1980: Tino Berbig, Fußballtorhüter
- 1981: Henry Lukács, Hauptfeldwebel der Bundeswehr
- 1981: Karoline Schuch, Schauspielerin
- 1981: Tim Wagner, Politiker (FDP)
- 1982: Guido Grünheid, Basketballspieler
- 1982: Steffen Justus, Triathlon-Vizeweltmeister 2010 auf der olympischen Distanz
- 1982: Franziska Kruse, Schauspielerin
- 1982: Kristian Nicht, Fußballtorhüter
- 1983: Franz Dinda, Kino- und Fernsehschauspieler
- 1983: Robert Marc Lehmann, Meeresbiologe, Fotograf, Kameramann, YouTuber und Autor
- 1983: Stefan Schulz, Soziologe, Blogger, Journalist und Publizist
- 1983: Joachim Schwabe, Fußballspieler
- 1984: Luise Keller, Radrennfahrerin
- 1984: Robert Keßler, Jazzmusiker
- 1984: Diana Riesler, Duathletin und Triathletin
- 1984: Raúl Semmler, Schauspieler
- 1984: Sina Stamm, Juristin
- 1985: Johannes Lange, Schriftsteller
- 1985: Jan Lindner, Schriftsteller und Lesebühnenautor
- 1985: Ralf Schmidt, Fußballspieler
- 1985: Albrecht Schuch, Schauspieler
- 1985: Janis Witowski, Historiker
- 1987: Tina Beer, Politikwissenschaftlerin und politische Beamtin
- 1987: Martin Dwars, Fußballtorhüter
- 1987: Tim Wuttke, Fußballspieler
- 1990: René Eckardt, Fußballspieler
- 1991: Luisa Liebtrau, Schauspielerin
- 1992: Yves Brinkmann, Fußballspieler
- 1992: Kevin Grob, Fußballspieler
- 1993: Meriel Hinsching, Schauspielerin
- 1993: Luise Kummer, Biathletin
- 1993: Christopher Löwe, Hörfunkmoderator
- 1995: Vivien Beil, Fußballspielerin
- 1996: Johannes Hegemann, deutsch-schweizerischer Schauspieler
- 1998: Justin Schau, Fußballspieler
- 2001: Lea Drinda, Fernsehschauspielerin

## Persönlichkeiten, die vor Ort wirken oder gewirkt haben
- Ernst Abbe (* 23. Januar 1840 in Eisenach; † 14. Januar 1905 in Jena), Astronom, Mathematiker, Physiker, Optiker, Unternehmer und Sozialreformer
- Rosemarie Albrecht (* 19. März 1915 in Kōbe, Japan; † 7. Januar 2008 in Jena), Hals-Nasen-Ohren-Ärztin an der Klinik und Poliklinik für HNO-Heilkunde in Jena, die auf der Liste der meistgesuchten NS-Kriegsverbrecher des Simon Wiesenthal Centers stand
- Felix Auerbach (* 12. November 1856 in Breslau; † 26. Februar 1933 in Jena), Physiker, Professor und Kunstmäzen
- Bernhard Averbeck (* 2. Juli 1874 in Bremen; † 17. Oktober 1930 in Jena-Göschwitz), Zementfabrikant, Präsident des Deutschen Zement-Bundes (DZB)
- Johann Nikolaus Bach (* 20. Oktober 1669 in Eisenach; † 4. November 1753 in Jena), Organist und Komponist (die Jenaer Bachstraße ist nach ihm und nicht nach seinem Cousin Johann Sebastian Bach benannt)
- Hans Berger (* 21. Mai 1873 in Neuses bei Coburg; † 1. Juni 1941 in Jena), Entdecker des Elektroencephalogramms (EEG)
- Wolfgang Biermann (* 29. November 1927 in Leipzig; † 18. Juli 2001 in Völklingen), Mitglied des Zentralkomitees der SED, Generaldirektor des Kombinats „Carl Zeiss“
- Otto Binswanger (* 14. Oktober 1852 in Scherzingen; † 15. Juli 1929 in Kreuzlingen), Schweizer Psychiater und Neurologe
- Hans Boegehold (* 28. Juli 1876 in Niederstüter; † 14. Mai 1965 in Jena), Mathematiker
- Gerd Böhnisch (* 26. Juni 1937 in Calau), Industrie-Designer
- Friedrich Alexander Bran (* 4. März 1767; 15. September 1831 in Jena), Journalist, Schriftsteller, Übersetzer und Verleger
- Alfred Brehm (* 2. Februar 1829 in Unterrenthendorf; † 11. November 1884 in Renthendorf), Zoologe und Schriftsteller
- Gregor Brück (* 1485 in Brück; † 15. Februar 1557 in Jena), Politiker und sächsischer Kanzler der Reformationszeit
- Hermann Buchal (* 17. Januar 1884 in Patschkau; † 30. August 1961 in Jena), Komponist und Musikpädagoge
- Georg Buschner (* 26. Dezember 1925 in Gera; † 12. Februar 2007 in Jena), DDR-Fußballnationalspieler und Nationaltrainer von 1970 bis 1981
- Gottfried Cundisius (* 11. September 1599 in Radeberg; † 25. Juli 1651 in Jena), lutherischer Theologe
- Siegfried Czapski (* 28. Mai 1861 in Koźmin, Provinz Posen; † 29. Juni 1907 in Jena), Physiker
- Eugen Diederichs (* 22. Juni 1867 in Löbitz; † 10. September 1930 in Jena), Verleger
- Matthias Domaschk (* 12. Juni 1957 in Görlitz; † 12. April 1981 in Gera), DDR-Bürgerrechtler
- Johann Wolfgang Döbereiner (* 13. Dezember 1780 in Hof; † 24. März 1849 in Jena), Chemiker
- Johann Gottlieb Fichte (* 19. Mai 1762 in Rammenau bei Bischofswerda; † 29. Januar 1814 in Berlin), Philosoph
- Gustav Fischer (* 23. Dezember 1845 in Altona; † 22. Juli 1910 in Jena), Buchhändler und Verleger
- Samuel Fischer (* 25. November 1547 in Sankt Joachimsthal; † 22. Juni 1600 in Jena), Pfarrer, Superintendent und Professor
- Gottlob Frege (* 8. November 1848 in Wismar; † 26. Juli 1925 in Bad Kleinen), Mathematiker, Logiker und Philosoph
- Carl Friedrich Ernst Frommann (* 14. September 1765 in Züllichau; † 12. Juni 1837 in Jena), Verleger
- Jürgen Fuchs (* 19. Dezember 1950 in Reichenbach im Vogtland; † 9. Mai 1999 in Berlin), Schriftsteller, Psychologe und DDR-Bürgerrechtler
- Theodor Fuchs (* 24. August 1861 in Darmstadt; † 23. September 1933 in Jena), Verwaltungsjurist und Politiker, Oberbürgermeister von Jena
- Johann Wolfgang von Goethe (* 28. August 1749 in Frankfurt am Main; † 22. März 1832 in Weimar), Dichter, Naturwissenschaftler, Kunsttheoretiker und Staatsmann
- Johann Jakob Griesbach (* 4. Januar 1745 in Butzbach; † 12. März 1812 in Jena), Professor für Neues Testament in Jena
- Georg Grosch (* 10. Juni 1895 in Gräfenthal; † 25. Februar 1987 in Jena), Musikerzieher, Komponist
- Uwe Grüning (* 16. Januar 1942 in Pabianice bei Łódź, Polen; † 23. Juli 2024), Schriftsteller und Politiker (CDU), ehem. MdL Sachsen, Medienrat
- Johann Christian Günther (* 8. April 1695 in Striegau; † 15. März 1723 in Jena), Dichter
- Ernst Haeckel (* 16. Februar 1834 in Potsdam; † 9. August 1919 in Jena), Biologe und Philosoph
- Kurt Hanf (* 30. Oktober 1912 in Sonneberg; † 31. Januar 1987 in Jena), Maler und Grafiker
- Hartmut Haupt (* 20. Februar 1932 in Bonn; † 20. Mai 2019 in Jena), Organist, Orgelsachverständiger und Sachbuch-Autor
- Georg Wilhelm Friedrich Hegel (* 27. August 1770 in Stuttgart; † 14. November 1831 in Berlin), Philosoph, lehrte von 1801 bis 1807 an der Universität in Jena und verfasste dort seine „Phänomenologie des Geistes“
- Emma Heintz (* 4. November 1888; † 21. Oktober 1947), Begründerin der Wohlfahrt in Jena
- Johann Friedrich Herbart (* 4. Mai 1776 in Oldenburg (Oldenburg); † 14. August 1841 in Göttingen), Philosoph, Psychologe, Pädagoge („Herbartianer“)
- Richard Hodgson (* 24. September 1855 in Melbourne; † 20. Dezember 1905 in Boston), Massachusetts, USA, australischer Parapsychologe
- Friedrich Hölderlin (* 1770 in Lauffen am Neckar; † 1843 in Tübingen), Lyriker, studierte in Jena Theologie
- Ricarda Huch (* 18. Juli 1864 in Braunschweig; † 17. November 1947 in Schönberg im Taunus, heute Stadtteil von Kronberg), Schriftstellerin
- Gerhard Hund (* 4. Februar 1932 in Leipzig; † 21. Juni 2024 in Freiburg i. Br.), Mathematiker und Informatiker; lebte von 1946 bis 1951 in Jena
- Jussuf Ibrahim (* 27. Mai 1877 in Kairo; † 3. Februar 1953 in Jena), bedeutender Kinderarzt, Leiter des Kinderkrankenhauses „Jussuf Ibrahim“; nachdem seine passive Haltung zur Euthanasie „lebensunwerten Lebens“ während der NS-Zeit bekannt wurde, löschte man im Jahr 2000 seinen Namen aus dem Erscheinungsbild der Stadt (Straße, Kindergarten, Klinik)
- Stefan Kaufmann (* 1953 in Frankfurt am Main), Präsident des Thüringer Verfassungsgerichtshof und des Thüringer Oberlandesgerichts, Initiator des Fördervereins für die Historische Bibliothek des Oberlandesgerichts, Ehrendoktor der Jenaer Universität
- Dietrich Georg von Kieser (* 24. August 1779 in Harburg/Elbe; † 11. Oktober 1862 in Jena), Professor an der Friedrich-Schiller-Universität Jena, Mediziner und Psychiater
- Karl Ludwig von Knebel (* 30. November 1744 auf Schloss Wallerstein bei Nördlingen; † 23. Februar 1834 in Jena), Goethes „Urfreund“
- Klaus Kübel (* 11. Feb. 1941; † 1. Dezember 2008 in Jena), bis 2007 Kanzler der Friedrich-Schiller-Universität
- Erich Kuithan (* 24. Oktober 1875 in Bielefeld; † 30. Dezember 1917 in Jena), expressionistischer Maler (Gemälde in FSU und Volkshaus, Straße)
- Johann Georg Lenz (* 2. April 1748 in Schleusingen; † 28. Februar 1832 in Jena), Mineraloge, Bergrat und Professor für Mineralogie an der Universität Jena, Gründer der „Mineralogischen Societät“ in Jena
- Curt Letsche (* 12. Oktober 1912 in Zürich; † 17. Februar 2010 in Jena), Schriftsteller, lebte und wirkte von 1971 bis zu seinem Tod in Jena
- Fritz Löwe (* 1874; † 4. März 1955), deutscher Physiker und Spezialist für Optik bei Carl Zeiss in Jena
- Heinrich Luden (* 10. April 1778 in Loxstedt b. Bremerhaven;  † 23. Mai 1847 in Jena), Professor und Rektor der Friedrich-Schiller-Universität Jena, Historiker, Verleger und politischer Publizist
- Johann Jakob Lungershausen (* 25. Oktober[1] 1665 in Dorndorf; † 1729 in Mühlhausen/Thüringen), war Prediger und Konsistorialrat in Jena sowie daneben Professor an der Universität
- Frida Mentz-Kessel (26. Juli 1878 in Graz; † 1969 in Jena), Malerin und Grafikerin
- Sophie Mereau (* 27. März 1770 in Altenburg als Sophie Schubart; † 31. Oktober 1806 in Heidelberg) wiederverheiratete Brentano, Schriftstellerin, Ehefrau von Clemens Brentano
- Heinrich Metzmacher (* 18. August 1898; † 30. März 1992), Architekt, leitete von 1934 bis 1969 die bauliche Entwicklung der Zeiss-Werke
- Esther Morales-Cañadas (* 25. Februar 1951 in Sevilla), spanische Cembalovirtuosin und Musikwissenschaftlerin
- Friedrich Theodosius Müller (* 10. September 1716 in Ilmenau; † 13. März 1766 in Jena), Archidiakon von Jena
- Novalis (* 2. Mai 1772 auf dem Familiengut Oberwiederstedt; † 25. März 1801 in Weißenfels), Dichter
- Peter Petersen (* 26. Juni 1884 in Großenwiehe bei Flensburg; † 21. März 1952 in Jena), war ein Reformpädagoge an der Friedrich-Schiller-Universität Jena
- Julius Pierstorff (* 9. März 1851 in Lübeck; † 16. Januar 1926 in Jena), Nationalökonom
- Johannes Friedrich Posselt (7. September 1794 in Nieblum; † 30. März 1823 in Jena), Mathematiker und Astronom
- Erich Preiser (* 29. August 1900 in Gera; † 16. August 1967 in München), war Professor der Wirtschaftswissenschaften an der Friedrich-Schiller-Universität Jena
- Godhard Prüssing (* 25. Juli 1828 in Bad Segeberg; † 9. Oktober 1903 in Jena), Zementfabrikant
- Max Reger (* 19. März 1873 in Brand (Oberpfalz); † 11. Mai 1916 in Leipzig), Komponist, Organist, Pianist und Dirigent
- Adolf Reichwein (* 3. Oktober 1898 in Bad Ems; † 20. Oktober 1944 in Berlin (hingerichtet)), Widerstandskämpfer und Reformpädagoge, 1. Leiter der Volkshochschule, Arbeiterbildungsheim
- Wilhelm Rein (* 10. August 1847 in Eisenach; † 19. Februar 1929 in Jena), Pädagoge
- Nikolaus von Reusner (* 2. Februar 1545 in Löwenberg, Schlesien; † 12. April 1602 in Jena), Rechtswissenschaftler
- Eduard Rosenthal (* 6. September 1853 in Würzburg; † 25. Juni 1926 in Jena), Jurist, Hochschullehrer und Politiker (NLP, DDP); Verfassungsentwurf für Thüringen
- Johann Baptist Schad (* 30. November 1758 in Mürsbach; † 13. Januar 1834 in Jena; Ordensname: Roman), Benediktiner im Benediktinerkloster Banz, Konvertit und Professor in Charkiw
- Gertrud Schäfer (* 24. Juli 1897 in Roda; † 26. Juni 1987 in Jena), eine der ersten Pastorinnen
- Stephan Schambach (* 1. August 1970 in Erfurt), Unternehmer und Pionier des E-Commerce
- Caroline Schelling (* 2. September 1763 in Göttingen; † 7. September 1809 in Maulbronn), geb. Michaelis, verw. Böhmer, gesch. Schlegel, verh. Schelling, Schriftstellerin
- Friedrich Wilhelm Joseph Schelling (* 27. Januar 1775 in Leonberg; † 20. August 1854 in Bad Ragaz, Schweiz), Philosoph
- Friedrich Schiller (* 10. November 1759 in Marbach am Neckar; † 9. Mai 1805 in Weimar), Dichter und Schriftsteller
- Hans Schlag (* 1890; † 1970), Architekt (Architekturbüro Schreiter & Schlag)
- August Wilhelm Schlegel (* 8. September 1767 in Hannover; † 12. Mai 1845 in Bonn), Philosoph, Sprachwissenschaftler
- Dorothea Schlegel (* 24. Oktober 1764 in Berlin; † 3. August 1839 in Frankfurt am Main; geborene Brendel Mendelssohn), Schriftstellerin
- Friedrich Schlegel (* 10. März 1772 in Hannover; † 12. Januar 1829 in Dresden), Kulturphilosoph, Kritiker, Literaturhistoriker und Übersetzer
- August Schleicher (* 19. Februar 1821 in Meiningen; † 6. Dezember 1868 in Jena), Sprachwissenschaftler
- Matthias Jacob Schleiden (* 5. April 1804 in Hamburg; † 23. Juni 1881 in Frankfurt am Main), Botaniker
- Johanna Schopenhauer (* 9. Juli 1766 in Danzig; † 16. April 1838 in Jena), Schriftstellerin, Mutter des Philosophen Arthur Schopenhauer
- Otto Schott (* 17. Dezember 1851 in Witten an der Ruhr; † 27. August 1935 in Jena), Chemiker und Glastechniker
- Johannes Schreiter (* 1872; † 1957), Architekt (Architekturbüro Schreiter & Schlag)
- Johannes von Schröter (* 1513 in Weimar; † 31. März 1593 in Jena), Mediziner, Hochschullehrer und erster Rektor der Universität Jena
- Philipp Jakob Schröter (* 8. Juli 1553 in Wien; † 31. Mai 1617 in Jena), Mediziner
- Bernhard Sigmund von Schultze-Jena (* 29. Dezember 1827 in Freiburg im Breisgau; † 17. April 1919 in Jena), Arzt, Reformator der Geburtshilfe und Begründer der modernen Gynäkologie
- Ferdinand Selle (* 28. Juni 1862 in Kunzendorf (Oberschlesien); † 9. Februar 1915 in Winzerla bei Jena), Porzellanfabrikant (Burgau)
- Lothar Späth (* 16. November 1937 in Sigmaringen; † 18. März 2016 in Stuttgart), ehemaliger Ministerpräsident von Baden-Württemberg, später Geschäftsführer der Jenoptik, Umgestalter von Jena nach der Wende
- Karl Volkmar Stoy (* 22. Januar 1815 in Pegau; † 23. Januar 1885 in Jena), Pädagoge und einer der bedeutendsten Vertreter des Herbartianismus
- Lulu von Strauß und Torney (* 20. September 1873 in Bückeburg, Fürstentum Schaumburg-Lippe, heute Niedersachsen; † 19. Juni 1956 in Jena), Schriftstellerin
- Ludwig Tieck (* 31. Mai 1773 in Berlin; † 28. April 1853 in Berlin), Dichter, Schriftsteller, Herausgeber und Übersetzer
- Johannes Trüper (* 2. Februar 1855; † 1921 in Jena), Erzieher, Entdecker der Heilpädagogik; Landerziehungsheim auf der Sophienhöhe in Jena
- Mathilde Vaerting (* 10. Januar 1884 in Messingen; † 6. Mai 1977 in Schönau im Schwarzwald), Pädagogin und Soziologin, Hochschulprofessorin an der Universität Jena
- Johann Bernhard Vermehren (* 6. Juni 1777 in Lübeck; † 29. November 1803 in Jena; Romantiker), Privatdozent der Philosophie an der Universität
- Lukas Weischner (* 1550/55 in Erfurt; † 1609 in Jena), auch: Lucas Weyschner oder Weschener, Buchbinder und Bibliothekar
- Caroline von Wolzogen (* 3. Februar 1763 in Rudolstadt; † 11. Januar 1847 in Jena), geb. von Lengefeld, Schriftstellerin, Schwägerin Friedrich Schillers
- Carl Zeiss (* 11. September 1816 in Weimar; † 3. Dezember 1888 in Jena), Mechaniker und Unternehmer
- Lothar Zitzmann (* 14. Februar 1924 in Kahla; † 19. Januar 1977 in Halle (Saale)), Maler; war u. a. von 1948 bis 1951 an der Universität Jena tätig